# Mata-burro

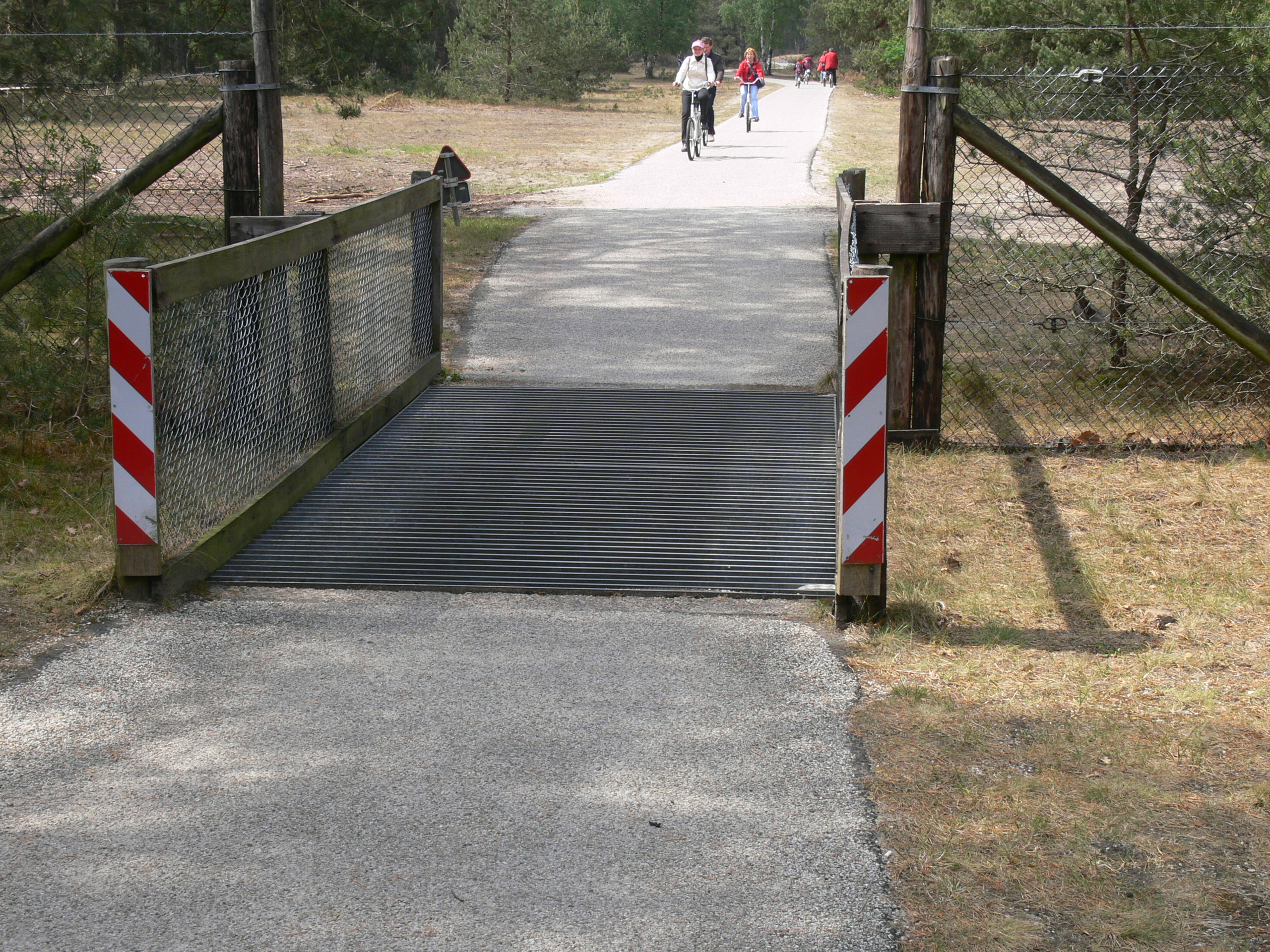
Mata-burro em um Parque Nacional nos Países Baixos

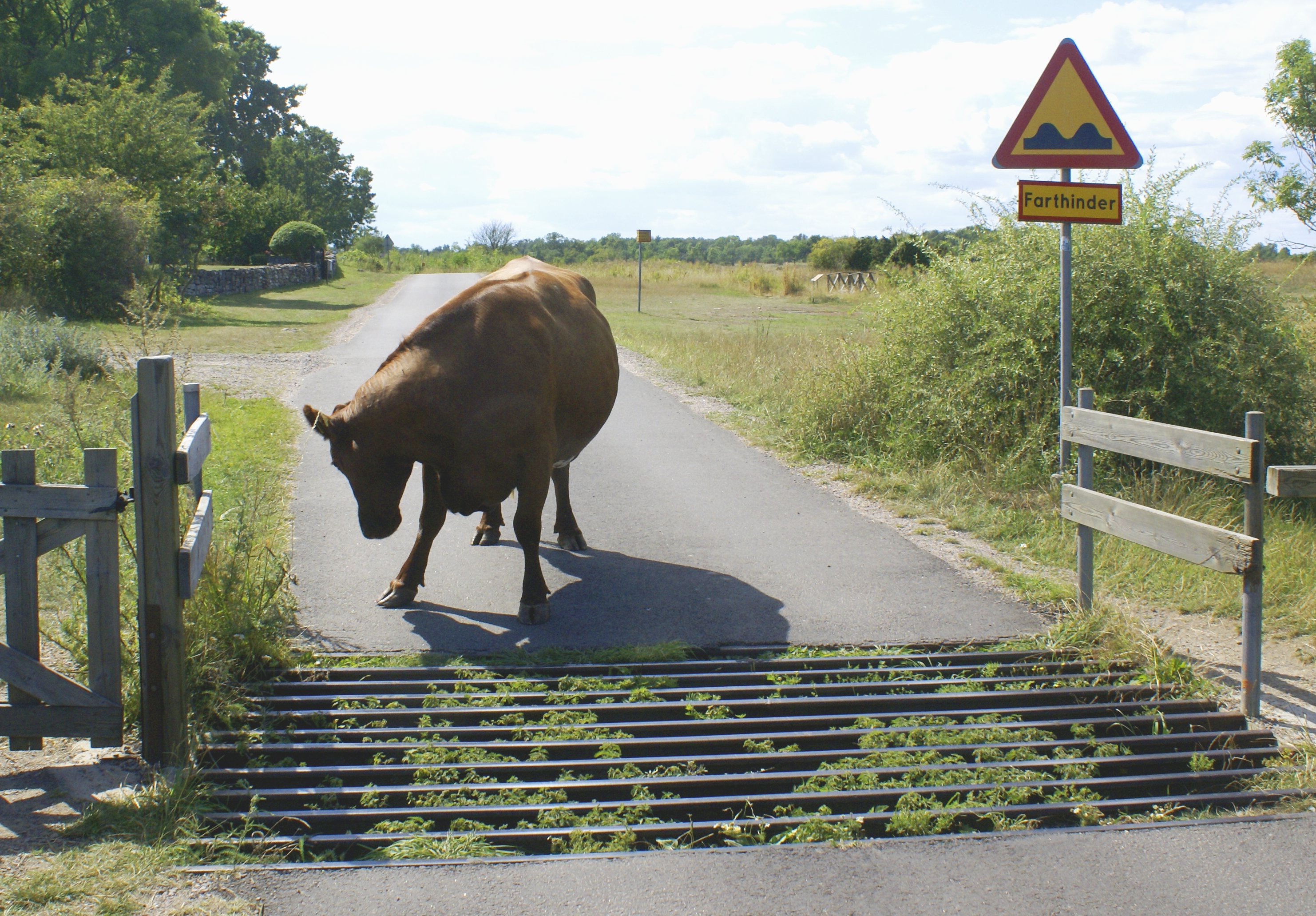
Uma vaca diante de um mata-burro na Suécia

Mata-burros são dispositivos que impedem a fuga do gado em propriedades rurais, mesmo quando a porteira está aberta. Mata-burros são estrados que funcionam como pontes, normalmente de madeira, concreto ou aço. Estes estrados são instalados em cima de valas, que permite que este mecanismo desencoraje os animais a atravessar a porteira e fugir da propriedade.
Os mais modernos mata-burros são construídos de aço, pois são mais resistentes dispensam a necessidade de substituições e manutenções constantes, diferente dos antigos mata-burros de madeira e concreto.